# (117032) Davidlane
(117032) Davidlane est un astéroïde de la ceinture principale.

## Description
(117032) Davidlane est un astéroïde de la ceinture principale. Il fut découvert le 14 mai 2004 à Vail-Jarnac par Tom Glinos, David H. Levy et Wendee Levy. Il présente une orbite caractérisée par un demi-grand axe de 2,71 UA, une excentricité de 0,14 et une inclinaison de 11,6° par rapport à l'écliptique.

## Compléments